# Fülelő kilátó
A Fülelő kilátó Hernádbűd település mellett található. 2006-ban épült Kéki Luterán György tervei alapján, majd a helyi önkormányzat 2016-ban felújította. Ekkor épült a beton gyámfalazat is.

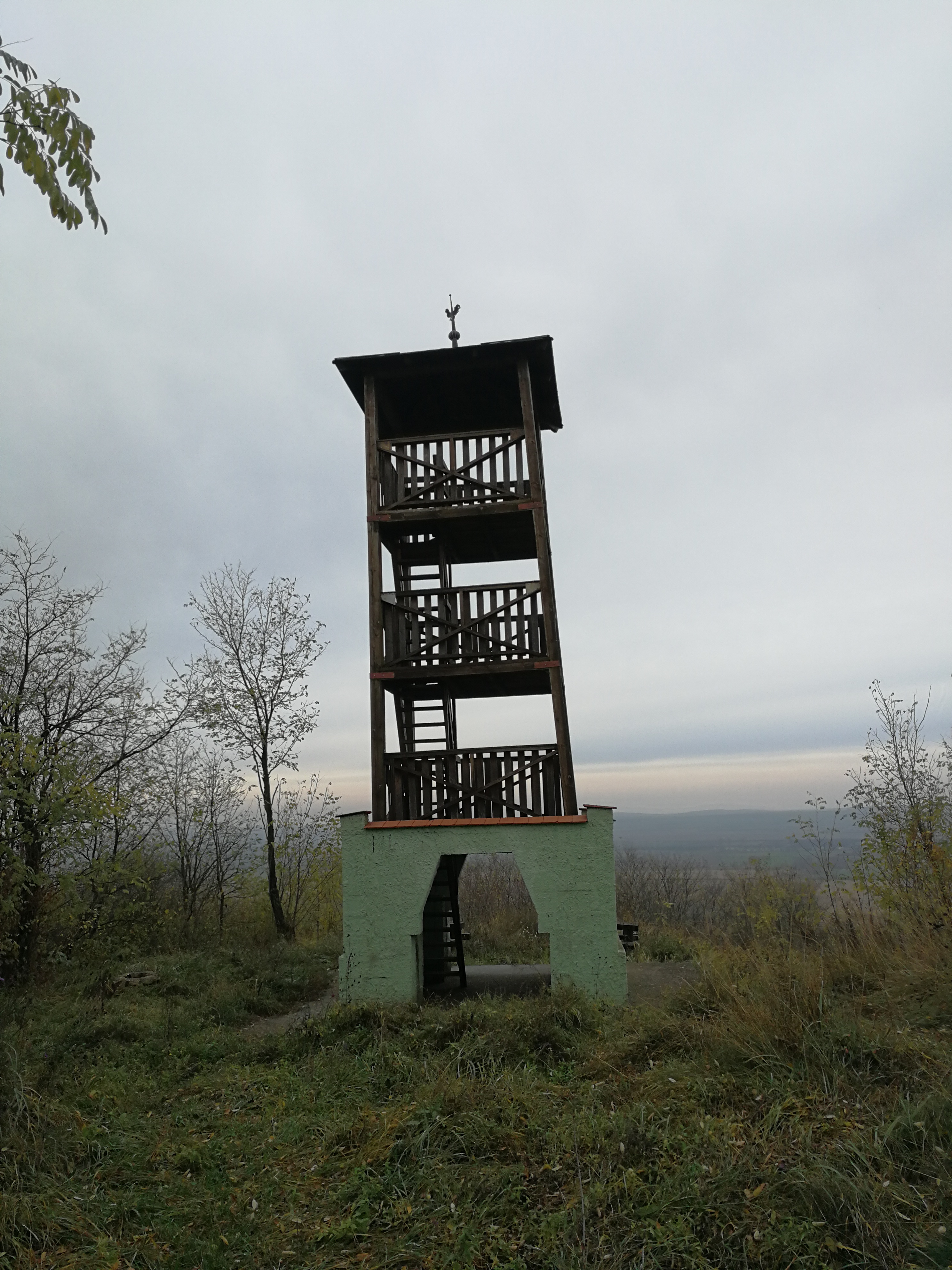
A kilátó 2019-ben

## Leírása
A helyszínen tevékenykedett egy légvédelmi figyelőállomás - őrs - 12 fővel, 1938 és 1945 évek közötti időszakban. A technikai rendszer doppler elven működő hanglokátor állomás volt. A földfelszín fölé emelkedő figyelő fülek - tányérok - észlelték a repülőgépek hangját, annak frekvencia eltolódásából sebességét, a hangforrás helyzetének figyelemmel kísérésével a haladási irányt határozták meg. Az adatokat a miskolci Bábonyi bércen állomásozó 104. számú tüzéregység felé jelezték. A szolgálatot teljesítők az itt lévő pincékben tartózkodtak és ide voltak telepítve a technikai berendezések.
Az információ a figyelőállomásról könnyűkábelen az Encsen lévő telefonközponton keresztül jutott el a tüzérhadtesthez.
Hernádbűd település életében is fontos szerepet töltött be a figyelő őrs léte. Az élelmet nagyrészt a helyi lakosoktól vásárolták. Az itt szolgálatot teljesítők szabadidejükben lejártak a településre és öt leánnyal házasságot is kötöttek.

## Galéria

Pincék a kilátónál
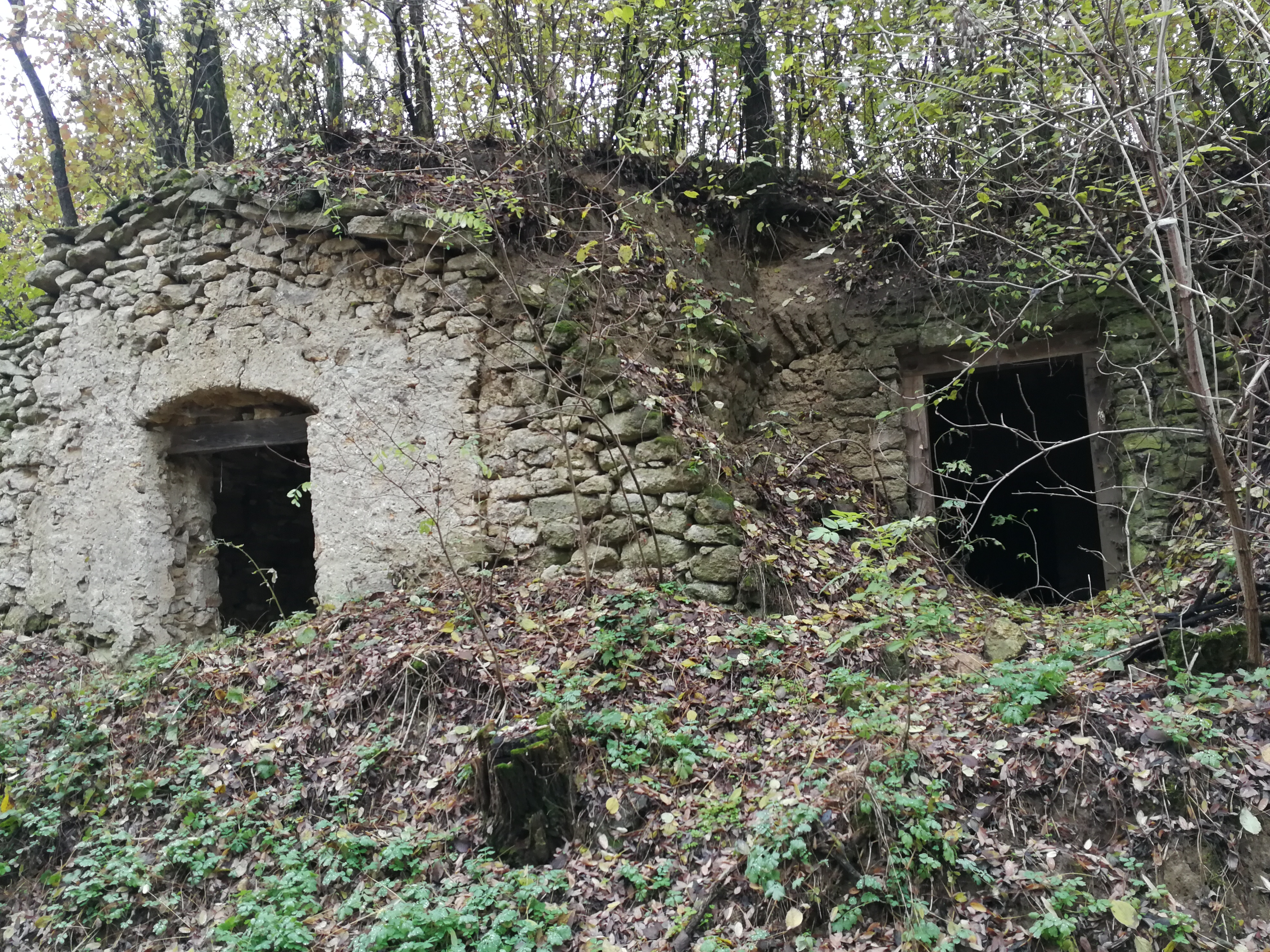
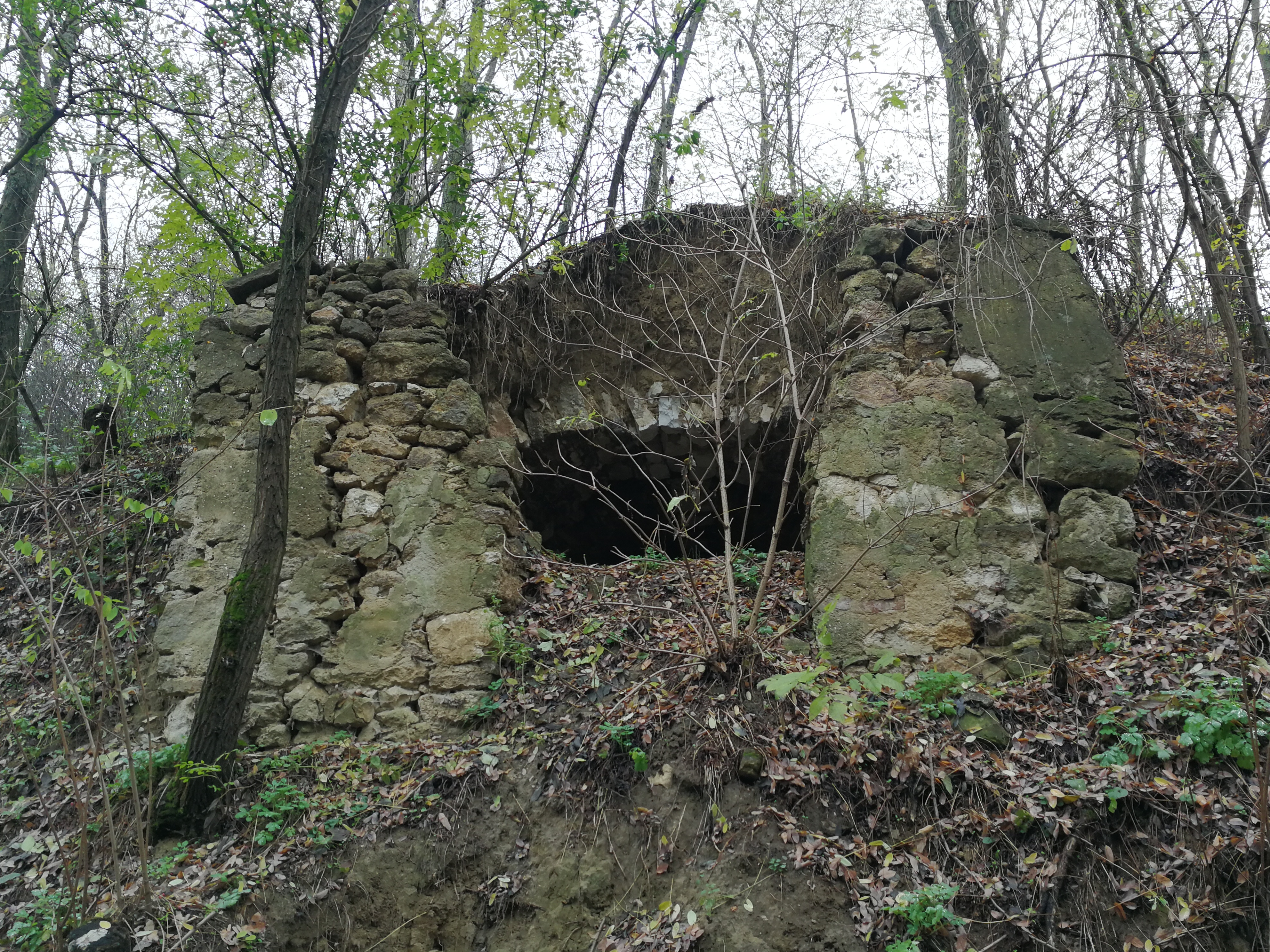
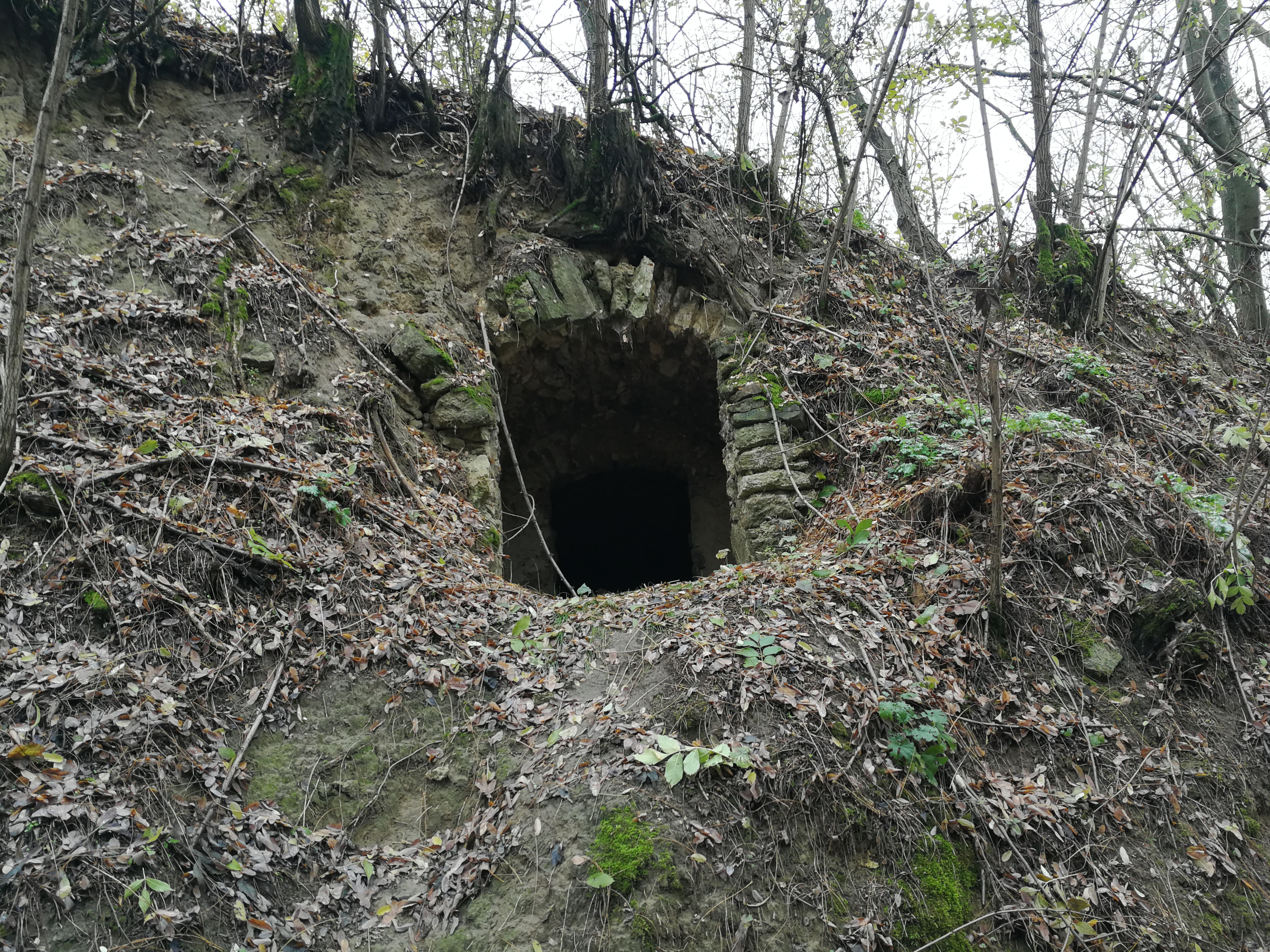

## Forrás
Gata földvár és Fülelő kilátó https://geocaching.hu/caches.geo?id=3994